# Schwan (Schiff)
Die Schwan war ein 1938 gebautes Kombischiff der deutschen Argo Reederei Richard Adler & Co., das im Zweiten Weltkrieg von der Kriegsmarine als Sperrbrecher genutzt wurde und nach dem Krieg noch bis 1962 erst unter britischer und zuletzt unter südafrikanischer Flagge fuhr.

## Bau und technische Daten
Das Schiff lief am 10. Juni 1938 auf der Werft der Howaldtswerke AG in Kiel mit der Baunummer 772 vom Stapel. Es war 74,2 m lang und 11,7 m breit, hatte 4,6 m Tiefgang und war mit 1311 BRT vermessen. Eine 2-Zylinder-Verbunddampfmaschine mit einer Niederdruckdampfturbine der Deschimag ergab 1350 PS und über eine Welle eine Geschwindigkeit von 11,5 Knoten.
Schwesterschiff war die auch 1938 von den Howaldtswerken gebaute 1304 BRT Reiher, die 1939 ebenfalls von der Kriegsmarine requiriert und als Führungsschiff genutzt wurde. Etwas größere Halbschwestern waren die Adler (1494 BRT) und die Habicht (1577 BRT).

## Laufbahn

### Vorkriegszeit
Die Schwan wurde im Juli 1938 von der Argo Reederei in Dienst gestellt und fuhr bis August 1939 zwischen Bremen und englischen Nordseehäfen.

### Zweiter Weltkrieg
Nach Kriegsbeginn wurde sie von der Kriegsmarine requiriert und am 12. September 1939 als Vorpostenboot V 101 bei der in Kiel gebildeten 1. Vorpostenflottille eingesetzt, wo sie ihr kurz zuvor ebenfalls requiriertes Schwesterschiff Reiher ersetzte.
1940 wurde das Schiff zum Sperrbrecher umgerüstet, und nachdem die 1. Vorpostenflottille am 1. Oktober 1940 in 3. Sperrbrecherflottille umbenannt worden war, erhielt die einstige Schwan am 16. Oktober 1940 die neue Bezeichnung Sperrbrecher 31. Am 15. Juli 1941 wurde sie umbenannt in Sperrbrecher 131. Sie war mit zwei 8,8-cm-Flak und acht 2-cm-Flak bewaffnet. Zwölf Junkers-Flugzeugmotoren im Achterschiff erzeugten den Strom zur Erzeugung des elektromagnetischen Kraftfeldes durch die VES-Anlage. Aufgabe der in Aarhus stationierten Flottille war das Freiräumen und Freihalten der Auslaufwege der deutschen U-Boote durch die dänischen Ostseezugänge (Kleiner Belt, Großer Belt und Öresund).

### Nachkriegsjahre
Das Schiff wurde bei Kriegsende im Mai 1945 zunächst britische Kriegsbeute, diente dann bis 1947 im Deutschen Minenräumdienst. Am 12. September 1947 wurde der Sperrbrecher 131 aus dem Minenräumdienst ausgegliedert und am folgenden Tag in Hull als Reparationsleistung an Großbritannien übergeben und aufgelegt. Auch als Atkinson & Prickett aus Hull das Schiff 1948 kauften und in Weltonwold umbenannten, blieb es weiterhin aufgelegt. Ein Brand im Dezember 1948 verursachte erhebliche Schäden. Im September 1949 wurde das Schiff dann an die Currie Line in Leith verkauft und in Rhineland umbenannt. 1956 erfolgte ein erneuter Verkauf, diesmal an P. D. Hendry & Sons in Glasgow, die das Schiff Herriesbrook nannten und schon im November 1956 nach Südafrika weiterreichten, an Smith’s Coasters (Pty.) Ltd. in Durban. Dort diente es unter dem neuen Namen Inyoni im Küstenverkehr zwischen Durban und Kapstadt, bis es im August 1962 in Durban abgebrochen wurde.

### Laufbahnübersicht
Nachfolgend eine tabellarische Übersicht zur Laufbahn des Schiffes:
- Schwan (Dampfschiff), Handelsschiff, Argo Reederei, Juli 1938 bis August 1939
- V 101, Vorpostenboot, Kriegsmarine, 12. September 1939 bis 15. Oktober 1940
- Sperrbrecher 31, Minenabwehrfahrzeug, Kriegsmarine, 16. Oktober 1940 bis 14. Juli 1941
- Sperrbrecher 131, Minenabwehrfahrzeug, Kriegsmarine, 15. Juli 1941 bis April 1945
- Sperrbrecher 131, Konfiskat, Britische Marine, Mai 1945
- Sperrbrecher 131, Minenräumdienst, Mai 1945 bis 12. September 1947
- Sperrbrecher 131, Reparation, Britische Behörden, 1947 und 1948
- Weltonwold, Auflieger, Atkinson & Prickett, 1948 bis Juli 1949
- Rhineland (2), Currie Line, September 1949 bis 1956
- Herriesbrook, P. D. Hendry & Sons, 1956 bis Oktober 1956
- Inyoni, Handelsschiff, Smith’s Coasters Ltd., November 1956 bis Juli 1962
- Abbruch in Durban, August 1962